# Liste der Baudenkmäler in Lengdorf

Innenraum von St. Stephanus in Niedergeislbach

Auf dieser Seite sind die Baudenkmäler in der oberbayerischen Gemeinde Lengdorf zusammengestellt. Diese Tabelle ist eine Teilliste der Liste der Baudenkmäler in Bayern. Grundlage ist die Bayerische Denkmalliste, die auf Basis des Bayerischen Denkmalschutzgesetzes vom 1. Oktober 1973 erstmals erstellt wurde und seither durch das Bayerische Landesamt für Denkmalpflege geführt wird. Die folgenden Angaben ersetzen nicht die rechtsverbindliche Auskunft der Denkmalschutzbehörde.

## Baudenkmäler nach Ortsteilen

### Lengdorf
| Lage                                                       | Objekt                             | Beschreibung | Akten-Nr.    | Bild |
| ---------------------------------------------------------- | ---------------------------------- | --- | ------------ | --- |
| Bahnhofstraße 13 (Standort)                                | Votivkapelle                       | sogenannte Holzlechner-Kapelle, Putzbau mit polygonalem Chorabschluss und Dachreiter mit Zwiebelhaube, bezeichnet 1925; mit Ausstattung                                                                           | D-1-77-127-4 | weitere Bilder |
| Isener Straße 11 (Standort)                                | Ehemaliges Pfarrhaus               | zweigeschossiger Massivbau mit steilem Satteldach, erbaut 1676. | D-1-77-127-2 | weitere Bilder |
| Kirchenplatz 1 (Standort)                                  | Katholische Pfarrkirche St. Petrus | spätgotisches Langhaus mit südlichem Seitenschiff und wenig eingezogenem Polygonalchor, um 1500, Barockisierung 1760/61, Verlängerung des Kirchenschiffs und Neubau des Chorflankenturms 1920/21; mit Ausstattung | D-1-77-127-1 | weitere Bilder |
| Holzfeld (ca. 700 m südöstlich der Pfarrkirche) (Standort) | Pestfriedhof                       | mit schmiedeeisernem Gedenkkreuz | D-1-77-127-3 | [[Vorlage:Bilderwunsch/code!/C:48.2489,12.05723!/D:Holzfeld (ca. 700 m südöstlich der Pfarrkirche), Pestfriedhof!/\|BW]] |

### Außerbittlbach
| Lage                         | Objekt                                 | Beschreibung | Akten-Nr.    | Bild           |
| ---------------------------- | -------------------------------------- | --- | ------------ | -------------- |
| Außerbittlbach 14 (Standort) | Katholische Filialkirche St. Stephanus | Saalbau mit polygonalem Chorabschluss, angefügter Sakristei und Dachreiter mit Zwiebelhausbe, um 1500 erbaut, von Hans Kogler 1686 barockisiert; mit Ausstattung | D-1-77-127-5 | weitere Bilder |

### Hundsöd
| Lage                 | Objekt     | Beschreibung | Akten-Nr.    | Bild       |
| -------------------- | ---------- | --- | ------------ | ---------- |
| Holzäcker (Standort) | Grenzstein | Grenzstein zwischen der Hochstift Freisingischen Herrschaft Burgrain und dem Kurfürstentum Baiern, bezeichnet 1683. | D-1-77-127-6 | Grenzstein |

### Innerbittlbach
| Lage                         | Objekt                              | Beschreibung | Akten-Nr.    | Bild           |
| ---------------------------- | ----------------------------------- | --- | ------------ | -------------- |
| Innerbittlbach 13 (Standort) | Katholische Filialkirche St. Ulrich | Saalbau mit seitenschiffartigem Anbau und leicht eingezogenem polygonal schließendem Chor, angefügter Sakristei und Westturm, romanisches Langhaus 12./13. Jahrhundert, spätgotischer Chor von 1480, Turm neugotisch; mit Ausstattung | D-1-77-127-7 | weitere Bilder |

### Kopfsburg
| Lage                           | Objekt      | Beschreibung                                           | Akten-Nr.    | Bild           |
| ------------------------------ | ----------- | ------------------------------------------------------ | ------------ | -------------- |
| Von-Preysing-Straße (Standort) | Wirtsstadel | massiver Flachsatteldachbau mit Bundwerkteil, um 1840. | D-1-77-127-8 | weitere Bilder |

### Matzbach
| Lage                  | Objekt                              | Beschreibung | Akten-Nr.     | Bild           |
| --------------------- | ----------------------------------- | --- | ------------- | -------------- |
| Matzbach 3 (Standort) | Bauernhof                           | Dreiseithof, sogenannter Kirmhof, in historisierenden Formen als zweigeschossige Anlage und ursprünglich ganz in Sichtmauerwerksbauweise errichtet, Putzfassung mit Gliederungselementen nachträglich: Wohnstallhaus an der Nordseite, langgestreckter zweigeschossiger Bau mit Krüppelwalmdach, Zwerchgiebel über der Eingangsloggia und Obergeschosslaube an der Südseite, 1914; ehemaliger Pferdestall im Süden, zweigeschossiger Satteldachbau mit Spitzbogenfenstern, bezeichnet 1908; ehemaliger Kuhstall an der Ostseite, zweigeschossiger Satteldachbau mit Mezzanin und Rundbogenfenstern, 1892; Remise auf der Nordseite, kleiner Putzbau mit Satteldach. | D-1-77-127-23 | weitere Bilder |
| Matzbach 5 (Standort) | Katholische Filialkirche St. Martin | frühgotischer gewesteter Saalbau mit geradem Chorabschluss und Ostturm mit Zwiebelhaube, barockisiert 17./18. Jahrhundert; mit Ausstattung; Friedhofsmauer mit Eingangspfosten. | D-1-77-127-9  | weitere Bilder |

### Niedergeislbach
| Lage                          | Objekt                                 | Beschreibung | Akten-Nr.     | Bild           |
| ----------------------------- | -------------------------------------- | --- | ------------- | -------------- |
| Niedergeislbach 35 (Standort) | Katholische Filialkirche St. Stephanus | spätgotischer Saalbau mit leicht eingezogenem polygonal schließendem Chor und Chorflankenturm mit Zwiebelhaube, erbaut 1489, barockes Turmoberteil Ende 17. Jahrhundert; mit Ausstattung | D-1-77-127-12 | weitere Bilder |

### Obergeislbach
| Lage                        | Objekt                                           | Beschreibung | Akten-Nr.     | Bild           |
| --------------------------- | ------------------------------------------------ | --- | ------------- | -------------- |
| Obergeislbach 20 (Standort) | Stadel                                           | Ständerbau mit Bohlenwänden, Satteldach und zweigeteilter Bundwerkzone, um Mitte 19. Jahrhundert | D-1-77-127-14 | Stadel         |
| Obergeislbach 26 (Standort) | Katholische Filialkirche St. Johannes der Täufer | romanischer Saalbau mit eingezogenem Rechteckchor, Westturm mit Zwiebelhaube und angefügter Sakristei, zum größten Teil 12./13. Jahrhundert, in spätgotischer Zeit erhöht, barocker Turmoberbau um 1700; mit Ausstattung | D-1-77-127-13 | weitere Bilder |

### Sollach
| Lage                           | Objekt     | Beschreibung                                                                                  | Akten-Nr.     | Bild       |
| ------------------------------ | ---------- | --------------------------------------------------------------------------------------------- | ------------- | ---------- |
| In der Flur Sollach (Standort) | Grenzstein | sogenannter Dreiländerstein, hohe Stele mit dreiseitigem Aufsatz und Wappen, bezeichnet 1574. | D-1-77-127-15 | Grenzstein |

### Thann
| Lage                | Objekt                                | Beschreibung                                                                                              | Akten-Nr.     | Bild           |
| ------------------- | ------------------------------------- | --- | ------------- | -------------- |
| Thann 21 (Standort) | Katholische Filialkirche St. Nikolaus | kleiner Barockbau mit angefügter Sakristei und Westturm mit Zwiebelhaube, 1746 verändert; mit Ausstattung | D-1-77-127-17 | weitere Bilder |

### Waidach
| Lage                 | Objekt     | Beschreibung                                                               | Akten-Nr.     | Bild           |
| -------------------- | ---------- | -------------------------------------------------------------------------- | ------------- | -------------- |
| Pfarrfeld (Standort) | Wegkapelle | kleiner Putzbau mit Satteldach und polygonalem Abschluss, bezeichnet 1895. | D-1-77-127-19 | weitere Bilder |

### Weg
| Lage                       | Objekt               | Beschreibung                                                                                  | Akten-Nr.     | Bild           |
| -------------------------- | -------------------- | --------------------------------------------------------------------------------------------- | ------------- | -------------- |
| In der Flur Weg (Standort) | Kapelle Heilig Geist | Satteldachbau auf quadratischem Grundriss mit Lisenengliederung, erbaut 1777; mit Ausstattung | D-1-77-127-20 | weitere Bilder |

### Wenshof
| Lage                 | Objekt | Beschreibung                                                                           | Akten-Nr.     | Bild   |
| -------------------- | ------ | -------------------------------------------------------------------------------------- | ------------- | ------ |
| Wenshof 1 (Standort) | Stadel | Stadel des Haufenhofes, massiver Schopfwalmdachbau mit Zierputz, Mitte 19. Jahrhundert | D-1-77-127-21 | Stadel |

### Wimpasing
| Lage                 | Objekt      | Beschreibung                                              | Akten-Nr.     | Bild           |
| -------------------- | ----------- | --------------------------------------------------------- | ------------- | -------------- |
| Bergäcker (Standort) | Feldkapelle | kleiner offener Holzbau, 19. Jahrhundert; mit Ausstattung | D-1-77-127-22 | weitere Bilder |

## Grenzsteine
| Lage                           | Objekt                                                        | Beschreibung                  | Akten-Nr.     | Bild |
| ------------------------------ | ------------------------------------------------------------- | ----------------------------- | ------------- | ---- |
| Fuchslohe (Standort)           | Grenzstein, der ehem. Herrschaft Burgrain                     | Tuffsteinstele, wohl vor 1614 | D-1-77-127-29 | BW   |
| Mehnbacher Feld (Standort)     | Grenzstein, der ehem. Herrschaft Burgrain                     | Tuffsteinstele, wohl vor 1614 | D-1-77-127-24 | BW   |
| In der Flur Sollach (Standort) | Grenzstein, der ehem. Herrschaft Burgrain                     | Granitstele, bez. 1695        | D-1-77-127-26 | BW   |
| Nähe Hundsöd (Standort)        | Grenzstein, der ehem. Herrschaft Burgrain                     | Granitstele, bez. 1683        | D-1-77-127-25 | BW   |
| Kreith (Standort)              | Grenzstein, der ehem. Herrschaft Burgrain, sog. Bischofsstein | Granitstele, bez. 1683        | D-1-77-127-27 | BW   |

## Ehemalige Baudenkmäler
In diesem Abschnitt sind Objekte aufgeführt, die früher einmal in der Denkmalliste eingetragen waren, jetzt aber nicht mehr. Objekte, die in anderem Zusammenhang also z. B. als Teil eines Baudenkmals weiter eingetragen sind, sollen hier nicht aufgeführt werden. Aktennummern in diesem Abschnitt sind ehemalige, jetzt nicht mehr gültige Aktennummern.

| Lage                                                                 | Objekt     | Beschreibung | Akten-Nr.     | Bild      |
| -------------------------------------------------------------------- | ---------- | --- | ------------- | --------- |
| Mehnbach Mehnbach 4 (Standort)                                       | Bauernhof  | Stattlicher Haufenhof, Wohnhaus mit Traufbundwerk, bezeichnet 1860.                                                 | D-1-77-127-10 | Bauernhof |
| Mehnbach südlich des Weilers ()                                      | Bildstock  | südlich des Weilers, 17. Jahrhundert                                                                                | D-1-77-127-11 |           |
| Sollach 300 m westlich von Lacken an der Straße nach Isen im Wald () | Grenzstein | Grenzstein zwischen der Hochstift Freisingischen Herrschaft Burgrain und dem Kurfürstentum Baiern, bezeichnet 1683. | D-1-77-127-16 |           |
| Thann Thann 37 (Standort)                                            | Bauernhof  | Vierseithof, Hauptgebäude mit Flachdach und Putzverzierungen, bezeichnet 1858.                                      | D-1-77-127-18 | BW        |